# 新垣勉
新垣勉（1952年11月6日—）沖繩縣出身的男高音歌手、浸信會牧師。

## 概要
1952年，沖繩縣讀谷村，父親是墨西哥裔駐日美軍的美國人，母親是琉球人。出生後因為助產士的過失，不小心錯把消毒藥水當成洗眼睛的藥水點在眼睛上的意外，造成雙眼全盲。又一歲時父母離異，父親回國。母親為了再婚，交由外祖母撫養。在扶養的這段期間，將外祖母稱作母親，真的母親則稱作姐姐。之後對自己的遭遇感到絕望，希望「未來能殺掉父母接生員後再自殺」，在準備跳井自殺時被朋友救出，少年時代就這樣度過。14歲時祖母死亡，只剩孤單一人。但是，在收音機聽到了聖歌，以成為聲樂家與牧師為目標，一路上念過沖繩縣立沖繩盲學校、東京基督教短期大學、最後西南學院大學神學部專攻科畢業，成為日本浸信會聯盟教會副牧師。同時，活躍於當時聖歌隊的服務。
西南學院大學在學時，義大利人聲樂訓練家馬里奧·德·摩納哥（Mario Del Monaco）曾讚賞說「你的聲音是日本人沒有的出色拉丁系嗓音」。這個時候對於自己的出生說了這樣的話「這是個堅辛的體驗，同時這也是個禮物，我應該要感謝他」，經由這句話可以知道對於父母與助產士的恨已經釋懷了。
原本以為在聖歌隊的成績可以成為真正的歌手而開始四處兜售自己的聲音，但是卻被說成「不是音樂大學出身就想當成為聲樂家實在太可笑了」。但為了貫徹對音樂的想法，34歲進入武藏野音樂大學，39歲從研究所畢業。終於能在慈善演唱會上唱歌。
2001年，第一張由寺島尚彥作詞作曲的的單曲CD開始發售。現在，在持續進行在各地的演唱活動，用清澈的歌聲與逆境度過了前半生，「我的身體就是樂器。名稱是＂勉＂」，喜歡說冷笑話，富有幽默感的語調與態度引起人們的好感。
SMAP的大熱門歌曲「世界上唯一的花」的其中一段歌詞「每人皆不盡相同，卻在那之中想成為第一名（ナンバーワンにならなくてもいい。もともと特別なオンリーワン）」，就是新垣經常在說的一句話。
新垣前半生的自傳由東京書籍發行，成為中學2年級學生英語教科書「NEW HORIZON」的教材。題材為「Try to Be the Only One」。

## 主要作品

### 單曲
1. （2002年5月22日發售）
2001年發售のアルバムからのリカットシングル。
2. （2003年5月21日發售）
3. （2003年8月6日發售）
4. （2004年9月22日發售）
5. （2005年3月2日發售）
6. （2005年7月21日發售）
宮澤和史作詞・作曲
7. （2006年6月21日發售）
金澤電視台提倡森林保護活動主題曲「｣。

### 專輯
1. （2001年7月25日發售）
2. （2002年11月21日發售）
3. （2003年11月21日發售）
4. （2004年9月22日發售）
5. （2005年7月21日発売發售
6. （2006年12月6日發售）
7. （2007年3月21日發售）
8. （2007年11月21日發售）

### DVD
- （2004年9月22日發售）

### 書
- （2004年6月17日發售・Magazine House（日语：マガジンハウス））ISBN 978-4838714964

### 以新垣勉為背景的電視劇
- （富士電視台） [2]

新垣勉‐小池徹平　（2007年12月21日播出　收視率10.2%）

## 外部連結
- （日語）エファタミュージックによる公式ページ
- （日語）ビクターによるディスコグラフィー （页面存档备份，存于）
- （日語）講演依頼.com の新垣勉プロフィール